# Ballangen
Ballangen là một đô thị ở hạt Nordland, Norway.
Ballangen đã được tách khỏi Evenes ngày 1 tháng 7 năm 1925. Khu vực Efjorden đã được chuyển từ Lødingen sang Ballangen ngày 1 tháng 1 năm 1962.
Đô thị này giáp Narvik về phía đông và giáp Tysfjord về phía nam và có một biên giới ngắn với Thụy Điển về phía đông nam. Ballangen nằm bên bờ biển nam của Ofotfjorden. Ballangen cũng bao gồm cả Efjorden dài và hẹp ở phía nam của Ofotfjord. Các khu vực bao quanh là các fjord, núi và rừng. Ballangen dựa vào Narvik láng giềng làm cơ sở kinh tế.
Về phía đông, đô thị này giáp hồ Siiddasjavri (hay Siiddašjávri), một hồ thuộc cả Na Uy và Thụy Điển. Một hồ khác ở đô thị này là Børsvatne.